# Gyrðir Elíasson
Gyrðir Elíasson (født 4. april 1961 i Reykjavik) er en islandsk forfatter og oversætter. Han har udgivet adskillige digtsamlinger (ikke oversat til dansk) samt romaner og novellesamlinger og fik sit danske gennembrud med novellesamlingen Mellem træerne, som udkom i 2011 og vandt Nordisk Råds Litteraturpris. Herudover er han også en virksom oversætter med en lang række oversatte værker bag sig. 
Han debuterede som forfatter i 1983 og udkom første gang på dansk i 1991.

## Værker oversat til dansk
- Vinduet mod syd (2018), roman
- Kobbermark (2016), novellesamling
- Ved Sandåen (2014), roman
- Mellem træerne (2011), novellesamling
- Søvncyklen (1995), kortroman
- Papirskibsregnen (1991), novellesamling